# 2001: Одисеја у свемиру
2001: Одисеја у свемиру (енгл. 2001: A Space Odyssey) јесте епски научнофантастични филм из 1968. редитеља и продуцента Стенлија Кјубрика. Сценарио су заједно написали Кјубрик и Артур Ч. Кларк. Главне улоге тумаче: Кир Дјулеј, Гари Локвуд, Вилијам Силвестер и Даглас Рејн. Филм прати путовање људске експедиције на Јупитер након открића тајанственог црног монолита ванземаљског порекла. Ранији Кларкови радови попут Стражара (1951) и Сусрета у зори (1953) послужили су као књижевни предложак при писању сценарија.
Филм је познат по уверљивом и с научне стране тачном приказу космоса, велелепним кадровима, револуционарним специјалним ефектима и освртању на теме као што су егзистенцијализам, трансхуманизам, еволуција човека и вештачка интелигенција. У филму се среће за тадашње време неуобичајени наративни приступ — дијалози се користе спорадично, а дугачке сцене пропраћене су једино музиком. С тим у вези Кјубрик је и одлучио да се у филму користе искључиво дела класичне музике, а не оригинална музика. У филму су се нашле композиције Рихарда Штрауса, Јохана Штрауса Млађег, Арама Хачатурјана и Ђерђа Лигетија.
И поред тога што је у почетку оставио подељену критику и публику, филм је од самог изласкa био предмет изучавања како критичара тако и гледалаца. Многа тумачења су изнета о порукама које филм оставља за собом. Номинован је за четири Оскара, а освојио је један — за најбоље визуелне ефекте. Данас се 2001: Одисеја у свемиру сматра класиком и једним од најбољих и најутицајнијих филмова икада снимљених. Конгресна библиотека је 1991. изабрала филм за чување у Националном регистру филмова Сједињених Држава као остварење од културног, историјског и естетског значаја. Наставак филма 2010: Година кад смо успоставили контакт у режији Питера Хајамса, а чија се радња темељи на Кларковом роману 2010: Друга Одисеја (1982), приказан је 1984.

## Радња
Филм се састоји од четири чина од којих сваки, осим другог, садржи поднаслов.

### Зора човека
Племе Аустралопитекуса биљоједа у потрази је за храном у афричкој пустињи док им друштво праве тапири. Леопард убија једног члана племена, а друго племе човеколиких мајмуна долази и истерава их са извора воде. Поражени, проводе ноћ у малом каменом кратеру, а пробуди их необичан звук који допире из црног монолита који се одједанпут појавио испред њих. Прилазе му уз вриске и скакање, након чега га коначно пажљиво дотакну. Недуго затим, један од човеколиких мајмуна схвата како да искористи кост мртве животиње као оружје, па убрзо започињу са убијањем плена како би се прехранили. Поставши све способнији и упорнији, племе убрзо поврати контролу над извором воде од супарничког племена тако што убијају њиховог вођу. У знак тријумфа, вођа племена баца своје оружје у ваздух, а тај део филма се завршава познатим монтажерским резом...

### ТМА-1
...који нас одводи у Пан Амову свемирску летелицу која вози др Хејвуда Р. Флојда до свемирске станице у Земљиној орбити како би се на њој укрцао за пут до базе Клавијус. Након што је обавио видео позив са својом кћерком, он среће своју пријатељицу Елену, научницу из Совјетског Савеза и њеног колегу др Смислова који га испитују у вези „чудних ствари” које се наводно догађају на Клавијусу и о гласинама о тајанственој епидемији у бази. Флојд пристојно, али одрешито одбије да одговори на питања у вези епидемије уз тврдњу да он „не сме да прича о томе”.
У бази Клавијус, Флојд одржава састанак са особљем извињавајући се за лажну причу о епидемији, али наглашавајући важност тајанствености њиховог открића. Његова мисија је истраживање недавно пронађеног објекта − „Tycho Magnetic Anomaly One” (ТМА-1) − који је „намерно закопан” пре четири милиона година. Флојд и остали се након тога одвозе до објекта − црног монолита који је идентичан оном којег су сусрели човеколики мајмуни. Почињу да га проматрају и прегледају, након чега сниме заједничку фотографију испред њега. Док то раде, зачују високофреквентни радио сигнал који долази из монолита.

### Мисија Јупитер
Осамнаест месеци касније, америчка свемирска летелица Дискавери 1 налази се на путу према Јупитеру. На лету се налазе пилоти и научници др Дејвид Боуман и др Френк Пул, заједно са троје других научника који су у криогенској хибернацији. Велика већина операција летелице налази се под контролом главног бродског компјутера названог ХАЛ 9000, којег остали чланови посаде зову „Хал”. Боуман и Пул гледају Хала и себе током давања интервјуа за емисију ББЦ-а у којем говоре о својој мисији, а током којег компјутер сам за себе каже да је „сигуран и неспособан за грешке”. Хал такође говори и о ентузијазму који осећа због мисије и како ужива у раду са људима. На водитељево питање да ли Хал поседује праве емоције, Боуман одговара да му се чини да поседује иако не зна праву истину.
Хал упита Боумана у вези необичне тајанствености и тајности које обавијају њихову мисију, али након тога прекида самог себе како би информисао астронаута о скорашњем квару на направи која контролише бродску главну антену. Након што су отишли по компоненту, астронаути не могу да пронађу ништа необично у вези са њом. Хал предлаже да поновно поставе направу тамо где је била и да причекају да се поквари како би тада лакше установили у чему је проблем. Kонтрола мисије се сложи са предлогом, али такође говори астронаутима да њихов рачунар које је идентичан ХАЛ-у 9000 сматра да Хал греши у предвиђању квара на направи. Када га упитају о томе, Хал инсистира да је проблем, као и сви проблеми у ранијим серијама ХАЛ компјутера, у човеку. Забринути због Халовог понашања, Боуман и Пул улазе у малу капсулу како би разговарали тако да их компјутер не може чути. Обојица изражавају своју сумњу у вези Хала упркос савршеној поузданости ХАЛ серије, али одлучују да следе његов савет и замене направу. Астронаути се сложе да ће искључити Хала уколико се покаже погрешним.
Док Пул покушава да замени направу током шетње изван брода, његова капсула коју контролише Хал оштећује његов доток кисеоника и на тај начин га одбацује у свемир. Боуман, не схватајући да је за инцидент одговоран компјутер, улази у другу капсулу и покуша да спаси Пула, оставивши своју кацигу на броду. Док он спашава Пула, Хал искључује функције за одржавање живота осталих чланова посаде који се налазе у хибернацији. Када се Боуман врати на брод са Пуловим телом, Хал одбија да га пусти унутра, откривајући да је надгледао њих двојицу док су разговарали у капсули о могућем искључивању Хала тако што им је читао са усана. Такође, истиче да њихов план о његовој деактивацији угрожава мисију. Морајући да пусти Пула, Боуман ручно отвара ваздушну комору за хитне случајеве и улази у брод ризикујући на тај начин свој живот због изложености вакууму. Након што је ставио кацигу, Боуман одлази до језгра Халовог процесора како би искључио већину компјутерских функција. Хал покушава да га одговори од његовог наума, молећи га да престане и на крају изражава страх − све монотоним гласом. Боуман га игнорише и искључује већину компјутерске меморије и процесора. Хал се на крају врати натраг у своју најранију програмску меморију и почиње да пева песму „Daisy Bell”.
Након што је компјутер напокон искључен, појављује се раније снимљена видео порука Флојда. У њој он говори о открићу црног монолита старог четири милиона година на Месецу, „чије су порекло и сврха још увек потпуна мистерија”. Флојд открива да је монолит потпуно инертан осим јединог, али врло снажног радио сигнала усмереног према Јупитеру.

### Јупитер и изван бесконачног
На Јупитеру, Боуман напушта летелицу користећи капсулу како би истражио још један монолит којег је открио у орбити око планете. Како јој прилази, капсула одједанпут бива повучена у вртлог светлосне боје, а дезоријентисани и ужаснути Боуман се нађе усред црвоточине у којој сведочи космолошким феноменима и чудном околином необичних боја. Ускоро угледа самога себе, остарелог, али још увек у свом свемирском оделу како стоји у спаваћој соби опремљеној у стилу Луја XVI. Боуман гледа неколико различитих верзија самога себе, све старијег и старијег приказаних из његове перспективе; у свакој секвенци другачије је обучен − у једној чак и једе вечеру − а на крају се нађе као старац у кревету. Тада се испред њега поновно указује црни монолит, а када Боуман посегне за њим, трансформише се у фетус окружен прозирном светлосном куглом. То ново биће лебди свемиром и долази до Земље, гледајући у њу.

## Улоге
| Глумац            | Улога                |
| ----------------- | -------------------- |
| Кир Дјулеј        | Дејвид Боуман        |
| Гари Локвуд       | Френк Пул            |
| Даглас Рејн       | ХАЛ 9000 (глас)      |
| Вилијам Силвестер | Хејвуд Флојд         |
| Данијел Риктер    | вођа племена мајмуна |

## Награде
- Освојен Оскар (најбољи специјални ефекти) и 3 номинације (најбоља режија, сценарио и сценографија).
- Освојене 3 награде БАФТА (најбоља фотографија, звук и сценографија) и једна номинација (најбољи филм).